# Copris gopheri
Copris gopheri är en skalbaggsart som beskrevs av Hubbard 1894. Copris gopheri ingår i släktet Copris och familjen bladhorningar. Inga underarter finns listade i Catalogue of Life.